# Scandinavia Online AB
För det norska företaget, se Scandinavia Online.
Scandinavia Online AB (SOL) var ett svenskt Internetföretag under sent 1990-tal och tidigt 2000-tal.
Det ursprungliga svenska företaget Scandinavia Online AB bildades under 1997 som en avlöpare till det norska Scandinavia Online som ägdes av Schibsted och Telenor. Detta företag lanserade bland annat portalen alltomstockholm.se i samarbete med Aftonbladet.
I januari 1998 meddelades det att Scandinavia Online AB skulle slås samman med Telia Infomedia Interactive, som bland annat ägde den populära svenska webbportalen Passagen. Det nya företaget skulle också heta Scandinavia Online AB och ägdes till 40 procent av Schibsted, till 40 procent av Telia och till 20 procent av Telenor. Samgåendet godkändes av EU-kommissionen i maj 1998.
I oktober lanserades sökmotorn Evreka som ersatte svenska Alta Vista. SOL lanserade under sina första år ett stort antal webbplatser, men började senare avyttra eller stänga dessa för att fokusera på Passagen och Evreka.
Ägarna ville börsnotera företagen och under 2000 konsoliderade Schibsted, Telia och Telenor sitt ägande i SOL-företagen till ett "Pan-SOL" som bland annat ägde SOL i Norge och Danmark, Passagen i Sverige och Sirkus i Finland. Företaget introducerades på Stockholmsbörsen den 7 juni 2000.
I november 2001 meddelade de tre huvudägarna att de kommit överens om att sälja företaget. SOL-aktien kostade då runt tre kronor, en minskning med 97 procent från introduktionspriset 115 kronor. Senare samma månad meddelades det att Eniro skulle köpa SOL.

## Källhänvisningar
1. ↑  ”Schibsted, Telenor and Telia join forces in Swedish Internet effort”. Schibsted. 29 januari 1998. Arkiverad från originalet den 14 april 2015. https://web.archive.org/web/20150414201414/http://www.schibsted.com/en/ir/Regulatory--and-pressreleases/Regulatory-and-Press-Releases-Archive1/1998/Schibsted-Telenor-and-Telia-join-forces-in-Swedish-Internet-effort/. Läst 14 april 2015.
2. ↑  Schibsted, Telia and Telenor in agreement: Pan-SOL to be restructured and listed on the stock exchange, Telia, 23 februari 2000
3. ↑  ”Telia och Schibsted säljer Scandinavia Online”. Dagens IT. 2 november 2001.